# Cornelis Johannes Henricus Sleegers

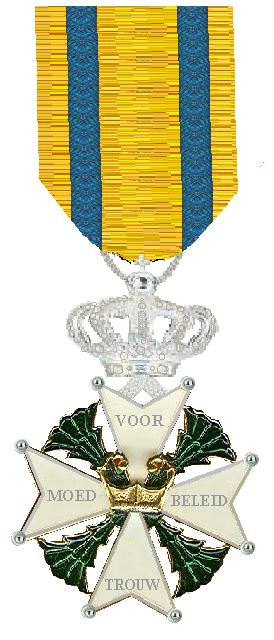

Cornelis Johannes Henricus Sleegers (Veldhoven, 13 mei 1919 - Turnhout, 6 september 1965) was een Nederlands militair tijdens de Tweede Wereldoorlog.
Zijn jeugddroom was om missionaris te worden en in de Derde Wereld les te gaan geven. Hij volgde dus een opleiding om missionaris te worden. Toen hij bijna klaar was, bedacht hij zich en werd advertentie-illustrator. In 1938 moest hij zijn militaire dienstplicht vervullen bij het Wapen der Infanterie.
In de Duitse aanval op Nederland in 1940 raakte hij betrokken bij de gevechten tegen de Duitsers in de Maasvallei bij Grubbenvorst. Er vielen veel gewonden. Toen ook zijn commandant gewond raakte, nam hij als jongste het commando over. Later raakte hij zelf zwaargewond, waardoor hij zes maanden in het hospitaal moest blijven.
De rest van de oorlog hielp hij het verzet. Hij bracht veel Britse piloten in veiligheid. Later probeerde hij naar Engeland te gaan via de Zuidelijke Route. Bij Nancy werd hij gearresteerd. Terug in Venlo deed hij zich voor als krankzinnige, waarna hij vrijgelaten werd.
In 1944 sloot hij zich aan bij de Ordedienst. Op 15 juni 1946 werd hij Ridder der 4e klasse in de Militaire Willems-Orde.
Na de oorlog werd hij beroepsmilitair tot 1 oktober 1954. Hij woonde en werkte in Veldhoven, en overleed aan de gevolgen van een auto-ongeluk bij Turnhout.

## Onderscheiden
- Militaire Willems-Orde, RMWO.4, KB nr 2 van 15 juni 1946
- Oorlogsherinneringskruis